# ...vanità
...vanità è un album del cantante italiano Massimo Ranieri pubblicato nel 1984.

## Tracce
Lato A
1. Chiove – 3:25 (testo: Libero Bovio – musica: Evemero Nardella)
2. Reginella – 4:18 (testo: Libero Bovio – musica: Gaetano Lama)
3. Guapparia – 4:20 (testo: Libero Bovio – musica: Rodolfo Falvo)
4. Santa Lucia Luntana – 2:50 (testo: Giovanni Gaeta – musica: Giovanni Gaeta)
5. Tu, Ca Nun Chiagne! – 2:38 (testo: Libero Bovio – musica: Ernesto de Curtis)

Lato B
1. Te Vojo Bene Assaje – 2:46 (testo: Raffaele Sacco – musica: Filippo Campanella)
2. Dduie Paravise – 3:09 (testo: Ciro Parente – musica: E. A. Mario)
3. Scetate – 3:18 (testo: Ferdinando Russo – musica: Mario Pasquale Costa)
4. I' Te Vurria Vasa'... – 4:03 (testo: Vincenzo Russo – musica: Eduardo Di Capua)
5. Era De Maggio – 4:35 (testo: Salvatore Di Giacomo – musica: Mario Pasquale Costa)

## Crediti
Nel brano musicale Guapparia Totò Savio compare come chitarrista solista. Lo stesso artista è accreditato come arrangiatore nei brani Scetate, I' Te Vurria Vasa'... e Era De Maggio. Enrico Polito, invece, ha curato l'arrangiamento di tutti gli altri brani.